# Albert Eduard Toepffer
Albert Eduard Toepffer (* 11. Dezember 1841 in Stettin; † 13. Dezember 1924 ebenda) war ein deutscher Industrieller.
Toepffer entstammte einer Unternehmer-Familie;  sein Vater war der Unternehmensgründer Gustav Adolf Toepffer, sein  Bruder der Industrielle Richard Toepffer. Toepffer  hatte 1858 eine kaufmännische Lehre angetreten und besuchte ab 1863/1864 die Höhere Webschule in Chemnitz. Er wurde zunächst Gehilfe, später Geschäftsführer der väterlichen Manufaktur- und Modewarenhandlung. Sein besonderes Interesse galt den internationalen Industrieausstellungen. 1853 gründete er die erste deutsche  Kokusmatten-Manufaktur, die er später zu einer Fabrik ausbaute und danach  um eine Drahtweberei erweiterte. Ab 1871 war er Teilhaber dieser Fabrik. Nach dem Tod seines Vaters 1883 übernahm er auch die Leitung der väterlichen Zementfabrik. 1896 gründete er die Zementsteinfabrik Comet in Grabow bei Stettin. Von 1884 bis 1891 war er Vorstandsmitglied des Vereins Deutscher Portlandzement-Fabrikanten. Ab 1898 war er Gründungsmitglied des Deutschen Betonvereins und ab 1920 dessen Ehrenvorsitzender. Von 1908 bis 1923 war er Vorsitzender der Stettiner Kaufmannschaft.